# Макроспора
Макроспора (мегаспора) је хаплоидна ћелија копнених биљака, која настаје у мејотичкој деоби археспоријалне ћелије нуцелуса. Преостале три ћелије које настају овом деобом дегенеришу. Процес настанка макроспора назива се макроспорогенеза (или мегаспорогенеза).
Даљим митотским деобама од макроспоре настају ћелије ембрионове кесице код скривеносеменица, односно ћелије проталијума код папрати.